# 姜太公
太公望，姓姜，氏呂，名尚，字子牙，是周文王、周武王的軍師，史冊記載名字有姜尚、姜望、姜牙、姜子牙、呂尚、呂望、呂涓、呂牙，別稱有姜太公、吕太公、齊太公、太公、太公望、尚父、師尚父，廟號文祖甲齊公，又被追封為武成王、昭烈武成王。太公望輔佐周朝取代殷商有功，受封於齊國，是姜齊的始祖，也因其戰功，被後代視為武聖、兵家之聖，唐初起设置武成王庙，主祀呂尚，仪典与文庙相同。
民間傳說稱太公望在商朝時當過小官，商末民不聊生，紂王暴政年年，太公望辭官離開商都朝歌，隱居於蟠溪峽。據説曾在磁泉邊以長杆、短線、直勾、背身的奇妙方式钓鱼，因而有「姜太公釣魚——願者上鉤」之説法。

## 生平
姜太公的出生地至少有六种说法，即日照说、汲县说、冀州说、魏邑说、许州说、不知何处说。持日照说的记载最多，《孟子》、《吕氏春秋》、《战国策》、《史记》均属此列。《史记·齐太公世家》称“太公望吕尚者，东海上人。”东海即东海郡，领海曲等38县，海曲县即今山东莒县。古代莒、吕一字。莒县至今还有东吕乡、东吕里。而依《水經注》，太公出生於汲縣（今河南省衛輝市）。
周文王拜太公望為师。周文王曾對姜尚說：「吾先君太公曰‘当有圣人適周，周以兴’。子真是邪？吾太公望子久矣。」故後人尊稱姜尚為姜太公、太公望。周文王死后，周武王仍以太公为师。公元前1046年，發生牧野之戰。太公奉命進攻商朝將領方來。《诗经·大雅·大明》中赞此事：“牧野洋洋，檀车煌煌，驷騵彭彭。维师尚父，时维鹰扬。凉彼武王，肆伐大商。会朝清明。”因輔佐武王克殷有功，同时为了讨伐东夷，姜尚被分封於齊（現今山東），是齐国的始祖。
太公活躍於中國确切纪年开始之前的前11世纪，他的生卒年眾說紛紜，其生年史料無載，卒年有《古本竹書紀年》記有「周康王六年，齊太公望卒。」根據夏商周斷代工程年表的推算，周康王六年是西元前1015年，太公的生卒年大致為前1128年至前1015年，即113歲。當然這只是大致的年限，也有其他的說法，另《資治通鑑外紀》記載太公卒於周成王年代，大致卒約為前1026年，即103歲，《史記》記載太公卒有百餘年。
五胡十六国時期，呂光以太公為祖先，加上庙号始祖。

## 家庭

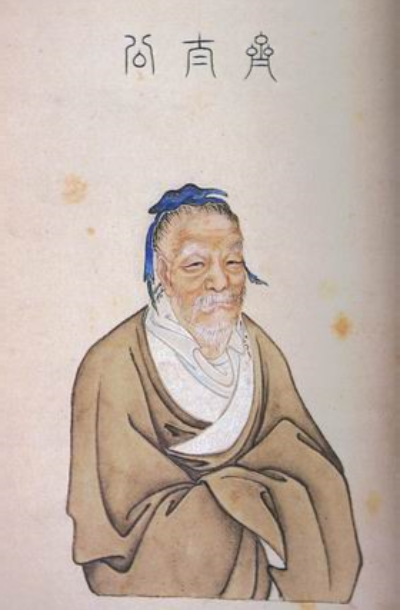
齊太公像（取自清乾隆年間《歷代名臣像解》）

- 子：齊丁公吕伋[11]
- 女：邑姜，周武王妃，生成王、唐叔虞。[12]

## 传說

### 屠牛賣食
譙周說，太公不得殷商所賞，行年七十歲，還在朝歌以屠牛為業、又在孟津開酒館卖扁食，七十幾個諸侯經過，但無人賞識。一說是過了七年多，但無人賞識。

### 六韜
《六韬》是古代的一部著名兵書，為武经七书之一。《六韜》又稱《姜太公六韜》或《太公兵法》。舊題周朝的姜尚著，普遍認為是後人依託，作者已不可考，現一般認為此書成於戰國時代。全書以問答形式呈現，以周武王設問、姜尚答之，來探討各種古代軍政議題。

### 太公釣魚，願者上鉤

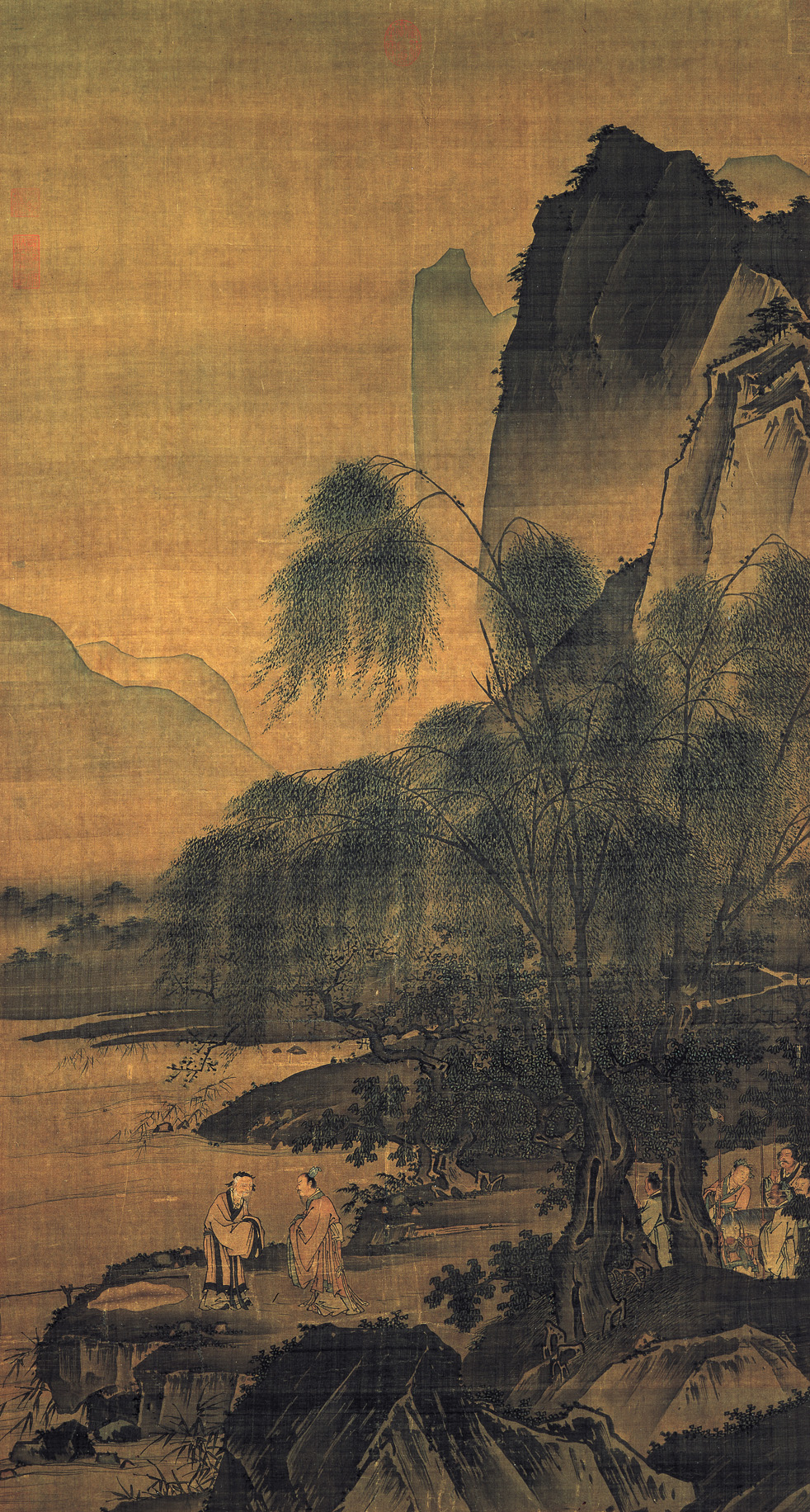
戴进《渭濱垂釣圖》，现藏于台北國立故宫博物院

據民间传說，太公至渭水钓鱼，希望能遇見明主。據說姜尚用直線無彎折的金属絲釣魚。三個月後，周文王出巡至渭水邊時發現八十多歲的姜尚。周文王見呂尚的鱼钩是直的，好奇問道：「魚鉤應該要是彎的，為甚麼你用的魚鉤是直的呢？」姜尚對曰：「我要釣的魚，是自願上鉤的，我不必用彎的魚鉤來強迫魚。願意來就來，不願來，就算了罷。」周文王馬上領悟，這是雙關語，在指求才若渴的自己，於是說：「殷紂暴虐，民不聊生，我將要振興世道，請先生擔任我的老師。」姜尚應允。周文王當場拜姜尚為太师，請姜尚上車，屏退車夫，親自拉車將姜尚請回，路程約八百步，姜尚便推算出周朝之國祚約八百載。虽然这个故事并不见于正史记载，更加可能是野史的虚构，它仍然在民间流传甚广。歇後語：「姜太公釣魚，願者上鉤」，即源於此。

## 文學創作
在小說《封神演义》中，姜尚是一個闡教的老道士，七旬時奉元始天尊之命，騎著四不像，帶著神器打神鞭及杏黃旗下山，扶助周朝，取代商朝，並執行封神的計劃，打神鞭是姜子牙的武器，可以擊落有修為的正神。杏黃旗全名為中央戊己杏黃旗，以大地之力護身。
太公在釣魚時遇見周文王姬昌，兩人相談甚歡，由於文王祖父周太公曾預言「聖人將現，周得以興」，所以姜尚又通稱太公望（太公所期望之人），之後，姜尚便致力於輔佐文王，文王死後，姜尚繼續輔佐繼位的文王的兒子武王姬發，並率兵討伐商朝，漫長的戰鬥中姜尚面臨了七次死亡，三次災厄，但最終平安無事，大破誅仙陣，盟津會八百諸侯，斬妲己，成功讓武王一統江山。姜尚也將戰鬥中陣亡的英雄義士冊封為三百六十五位正神，為仙界注入新血。
姜尚由於小說與民間傳說的風行，受人奉為神明。有時會以色紙，上書「姜太公至此」貼於家門等處，以求避邪消災。

## 大眾文化

### 影視作品
| 年份   | 影視作品                 | 演出   |
| ------ | ------------------------ | ------ |
| 1981年 | 《封神榜》               | 余子明 |
| 1986年 | 《封神榜》               | 陳慧樓 |
| 1989年 | 《封神榜》               | 唐远之 |
| 1990年 | 《封神榜》               | 蓝天野 |
| 1999年 | 《莲花童子哪吒》         | 陈茂林 |
| 2000年 | 《封神榜》               | 王道揚 |
| 2001年 | 《封神榜》               | 余子明 |
| 2006年 | 《封神榜》               | 劉德凱 |
| 2009年 | 《封神榜2》              | 劉德凱 |
| 2014年 | 《封神英雄榜》           | 陈键锋 |
| 2016年 | 《封神传奇》             | 李连杰 |
| 2019年 | 《封神演义》             | 于和伟 |
| 2020年 | 《姜子牙》               | 鄭希   |
| 2020年 | 《封神榜·妖滅》          | 周浩東 |
| 2021年 | 《封神榜：决战万仙阵》   | 尹扬明 |
| 2023年 | 《封神第一部：朝歌风云》 | 黄渤   |
| 2025年 | 《封神第二部：战火西岐》 | 黄渤   |
| 待上映 | 《封神第三部》           | 黄渤   |

### 遊戲
- 無雙大蛇系列，岸尾大輔配音
- 王者榮耀，定位法師
- L.G.S~新說封神演義~， 梶裕貴配音
- Fate/Grand Order，五星Rider，前野智昭配音

### 廟宇
- 桃園姜太公廟

### 網上影視
- 粗口王 2008年 YOUTUBE影片

## 外部連結
维基共享资源上的相關多媒體資源：姜太公
| 前任： 無 | 齐国君主 前1046-前1026年 | 繼任： 子齐丁公 |